# Камень-Слёнский (станция)
Камень-Слёнский (пол. Kamień Śląski) — железнодорожная станция вблизи села Камень-Слёнский в гмине Гоголин, в Опольском воеводстве Польши. Имеет 2 платформы и 2 пути.
Станция на железнодорожной линии Бытом — Вроцлав-Главный построена в 1878 году, когда эта территория была в составе Германской империи.